# Fauvismus

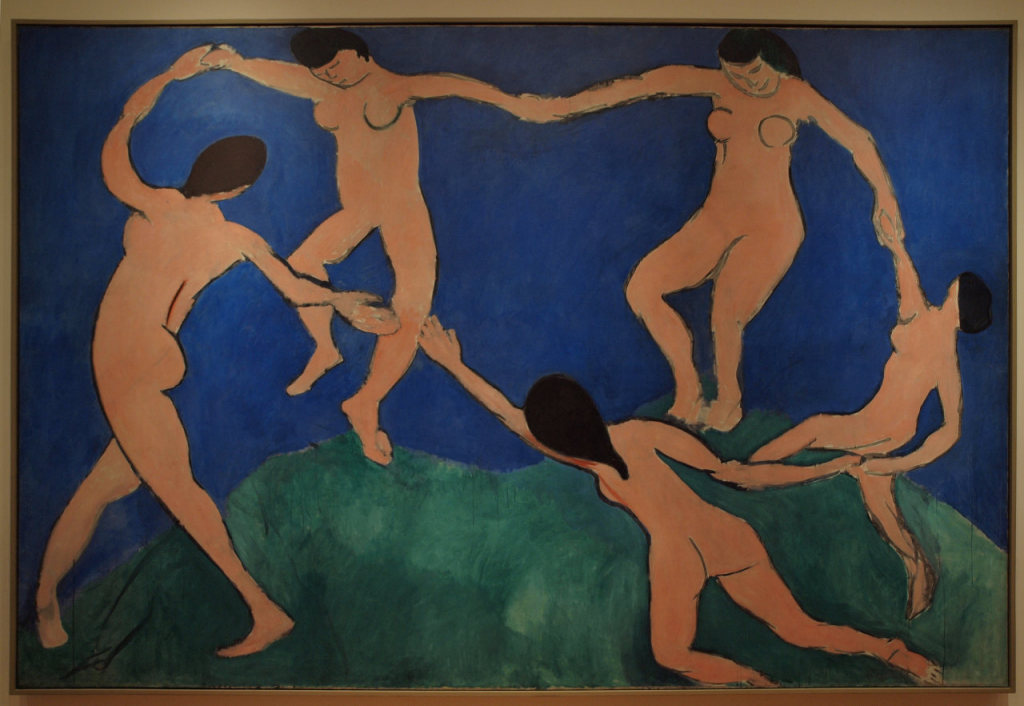
Obraz Tanec od Henriho Matisse

Fauvismus (z francouzského le fauve – šelma) je moderní umělecký směr, který vznikl ve Francii na počátku 20. století. Podobá se německému expresionismu, jehož začátky ovlivnil.
Fauvisté nevytvořili žádný manifest a dohromady uspořádali jen tři výstavy v průběhu několika let. Šlo jim o čistou barvu a jednoduchou zkratku, o konstrukci obrazového prostoru bez modelace a stínování, o dokonalou harmonii mezi emocionálním výrazem a dekorativní kompozicí. Výrazová síla obrazu má vycházet z barevné plochy, která na diváka bezprostředně působí. Matisse prohlašoval, že chce tvořit ‚příjemné‘ umění; využíváním zářivých barev se snažil podpořit čistotu kompozice.

## Historie
Název fauvisté dal skupině francouzských malířů, vystavujících společně na pařížském Podzimním salónu 1905 a na Salonu nezávislých 1906, kritik Louis Vauxcelles. Ve skupině se spojili pařížští žáci Gustava Moreaua s mladými malíři, kteří přišli z Chatou nebo z Le Havru. Vedoucí osobností skupiny byl Henri Matisse. Ten v roce 1901 vystavoval společně s Albertem Marquetem na Salonu nezávislých obrazy ovlivněné Cézannem; zde se seznámil s dalšími umělci, například s Mauricem Vlaminckem. V letech 1902–3 malovali Matisse a Marquet obrazy interiérů a pařížských ulic v tmavém tónu pod Manetovým vlivem, zatímco Vlaminck podle vzoru van Gogha začal používat ohnivých barev. Skupina vystavovala v pařížské galerii Berthy Weilové. Roku 1904 uspořádal Vollard samostatnou výstavu Matissových obrazů, malovaných v pointilistické technice. První fauvistické obrazy namalovali Matisse s André Derainem v Collioure a vystavili je v letech 1905–1906 spolu s díly Marqueta, Vlamincka, Georgese Braqua a dalších.
Po roce 1907 se skupina fauvistů rozpadla a její členové hledali vlastní cesty. Jen Matisse a Raoul Dufy se v příštím vývoji příliš nevzdálili od svých fauvistických počátků.